# Abd al-Hafiz Ghuka

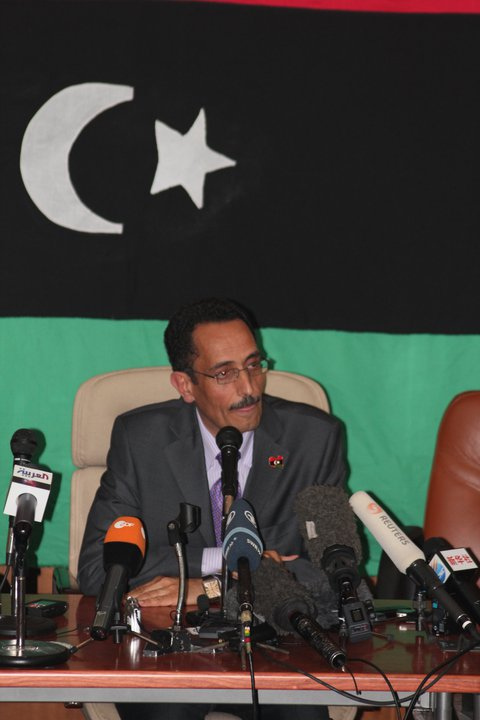
Abd al-Hafiz Ghuka

Abd al-Hafiz Abd al-Kadir Ghuka (arab. عبد الحفيظ عبد القادر غوقة, ʿAbd al-Ḥafīẓ ʿAbd al-Qādir Ghūqah; ur. 11 czerwca 1957) – libijski prawnik i polityk.
Reprezentował rodziny ofiar masakry w więzieniu Abu Salim w 1996. 5 marca 2011, podczas wojny w Libii, wszedł w skład opozycyjnej wobec Mu’ammara al-Kaddafiego Narodowej Rady Tymczasowej. Został w niej reprezentantem Bengazi, objął również funkcje wiceprzewodniczącego i rzecznika prasowego. 22 stycznia 2012 został odwołany ze stanowiska wiceprzewodniczącego NRT.